# Muang Pakxan (provinshuvudstad)
Muang Pakxan är en provinshuvudstad i Laos.   Den ligger i provinsen Bolikhamsai, i den centrala delen av landet, 120 km öster om huvudstaden Vientiane. Muang Pakxan ligger 162 meter över havet och antalet invånare är 21 967.
Terrängen runt Muang Pakxan är mycket platt. Runt Muang Pakxan är det ganska tätbefolkat, med 65 invånare per kvadratkilometer. Det finns inga andra samhällen i närheten. Omgivningarna runt Muang Pakxan är en mosaik av jordbruksmark och naturlig växtlighet.